# Vesperelater
Vesperelater is een geslacht van kevers uit de familie  
kniptorren (Elateridae).
Het geslacht is voor het eerst wetenschappelijk beschreven in 1975 door Costa.

## Soorten
Het geslacht omvat de volgende soorten:
- Vesperelater arizonicus (Hyslop, 1918)
- Vesperelater gemmiferus (Germar, 1841)
- Vesperelater occidentalis (Champion, 1896)
- Vesperelater ornamentum (Germar, 1841)